# Jean Bondol

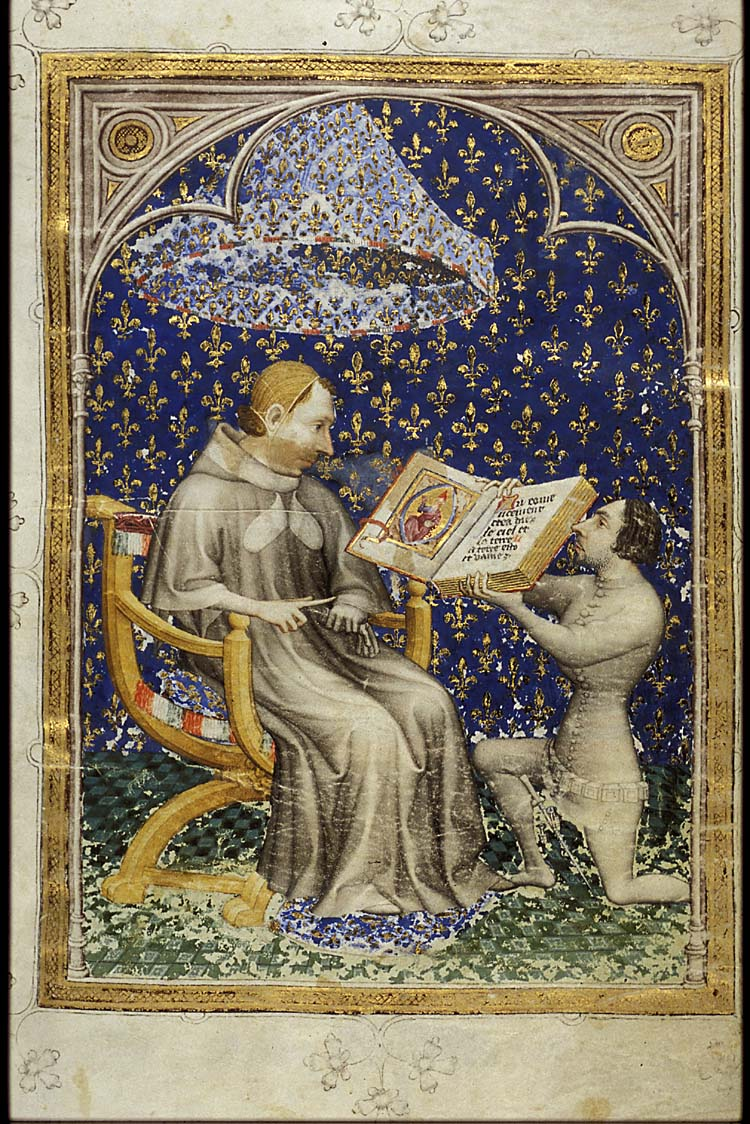
Jean de Vaudetar ofreciéndole su Biblia a Carlos V. Biblia de Jean de Vaudetar. Museo Meerman-Westreenen Ms 10 B23 f2

Jean Bondol, también llamado Jean de Bruges o Hennequin de Bruges (fl. 1368 – 1381), fue un pintor y miniaturista flamenco, en la época gótica. Nació en Flandes que en aquella época formaba parte del dominio de los Duques de Borgoña. Entró al servicio del rey Carlos V en París, siendo uno de los primeros grandes artistas franco-flamencos al servicio de la realeza francesa.
Se le atribuyen, entre otras obras, la miniatura de la dedicatoria de una Biblia (1371, museo Meerman-Westreenen de La Haya) y los cartones del tapiz del Apocalipsis (hacia 1375), confeccionado por Nicolas Bataille.
A la tradición de artistas como Jean Pucelle, Bondol le añadió el realismo flamenco y su concepción del espacio, síntesis estilística que contribuyó a la aparición del estilo gótico internacional hacia el año 1400.